# Hoosick (New York)
Hoosick est une ville du comté de Rensselaer, dans l'État de New York, aux États-Unis,. En 2020, elle comptait une population de 6 711 habitants.

## Démographie
Lors du recensement de 2010, la ville comptait une population de 6 924 habitants, tandis qu'en 2016, elle est estimée à 6 824 habitants. En 2020, Hoosick compte une population de 6 711 habitants.